# Chlum-Korouhvice
Chlum-Korouhvice là một làng thuộc huyện Žďár nad Sázavou, vùng Vysočina, Cộng hòa Séc.